# Crystal Eyes
Crystal Eyes är ett heavy metal-band som grundades i Borås 1992. Bandets sångare, gitarrist och låtskrivare Mikael Dahl är den enda medlemmen som varit med sedan början.

## Medlemmar

### Nuvarande medlemmar
- Mikael Dahl – gitarr, sång, keyboard (1992– )
- Claes Wikander – basgitarr (1997– )
- Henrik Birgersson – trummor (2016– )
- Jonatan Hallberg – gitarr (2017– )

### Tidigare medlemmar
- Niclas Karlsson – gitarr (1992–1995, 2006–2007, 2012–2015)
- Christian Gunnarsson – basgitarr (1992–1993)
- Mikael Blohm – basgitarr (1993–1995)
- Fredrik Gröndahl – trummor (1993–1994)
- Martin Tilander – trummor (1994–1995, 2014–?)
- Kim Koivo – basgitarr (1995–1996)
- Kujtim Gashi – trummor (1995–2001)
- Jukka Kaupaamaa – gitarr (1995–1997)
- Marko Nicolaidis – basgitarr (1996–1997)
- Jonathan Nyberg – gitarr (1997–2006)
- Stefan Svantesson – trummor (2001–2014)
- Søren Nico Adamsen – sång (2005–2009)
- Paul Patterson – gitarr (2007–2012)

### Turnerande medlemmar
- Daniel Heiman – sång (2005)

## Diskografi

### Demo
- Crystal Eyes (1994)
- The Shadowed Path (1996)
- The Final Sign (1997)
- The Dragon's Lair (1998)

### Studioalbum
- World of Black and Silver (1999)
- In Silence They March (2000)
- Vengeance Descending (2003)
- Confessions of the Maker (2005)
- Dead City Dreaming (2006)
- Chained (2008)
- Killer (2014)
- Starbourne Traveler (2019)

### Samlingsalbum
- Gallery of Demons (1998)